# Kallinchen
Kallinchen è una frazione della città tedesca di Zossen, nel Land del Brandeburgo.

## Storia
Nel 2003 il comune di Kallinchen venne soppresso e aggregato alla città di Zossen.